# 194 v.Chr.
Het jaar 194 v.Chr. is een jaartal volgens de christelijke jaartelling.

## Gebeurtenissen

### Italië
- In Rome worden Publius Cornelius Scipio Africanus en Tiberius Sempronius Longus benoemd tot consul van het Imperium Romanum.
- Marcus Porcius Cato krijgt van de Senaat toestemming om een militaire campagne te beginnen in het opstandige Hispania.
- Cato keert terug naar Rome en stelt twee praetors (gouverneurs) aan om de twee veroverde Spaanse provincies te besturen.

### Europa
- Philippus V van Macedonië sluit met de Achaeïsche Bond, Pergamum, Rome en Rodos een alliantie tegen het Seleucidenrijk.
- Cato voert een veldtocht tegen de Spaanse stammen in Hispania Baetica, na een jaar worden ook de Turdetani onder de voet gelopen.
- Een Romeins expeditieleger onder bevel van Publius Cornelius Scipio Nasica verslaat in Hispania Lusitania de Iberische bergstammen.

### Azië
- Koning Wi-man (194 - 108 v.Chr.) van Gojoseon, sticht het koninkrijk Korea en wordt door de handel afhankelijk van de Han-dynastie.

## Overleden
- Eratosthenes (~276 v.Chr. - ~194 v.Chr.), Grieks astronoom en wiskundige (82)